# З
З («зе») — літера кирилиці. Присутня в усіх абетках, створених на слов'яно-кириличній графічній основі. За формою накреслення — видозмінена кирилична літера, що походить від грецької.

## Історія
У ранній кирилиці мала накреслення . Походить від літери Ζ («дзета») візантійського уніціалу. Пізніші варіанти — . Варіант  з горизонтальною рискою у ранній кирилиці вживався для позначення африката [dz'], надалі він був замінений на  («зіло»).
У глаголиці мала вигляд , за ліком 9-та.
Числове значення у кириличній цифірі — «7», у глаголичній — «9».
У староукраїнській графіці у зв'язку з наявністю різних писемних шкіл і типів письма (устав, півустав, скоропис) З вживалася у кількох варіантах, що допомагає визначити час і місце написання пам'яток. У XVI столітті, крім рукописної, з'явилася і друкована форма літери.
Сучасного вигляду набула після запровадження гражданського шрифту у 1708 році Петром І.

## В абетці української мови

Літера - З

З — десята літера української абетки, буває велика й мала, має рукописну та друковану форми.

### Використання
У сучасній українській мові літера з позначає шумний дзвінкий щілинний передньоязиковий свистячий [z], який може бути твердим (казка, мороз) і м'яким (зілля, мазь). Перед глухим вимовляється глухо в прийменниках з та без і в префіксах з-, роз- та без- (росклад, с тобою), але в кінці слова не оглушується (віз, перелаз).
В українській мові існує слово, що складається тільки з одної цієї літери — прийменник «з» (фонетичні варіанти — «зі», «зо», «із»). З етимологічного і семантичного погляду в цьому прийменнику можна виділити три різних прийменники, які мають різне походження: від пра-і.є. *son, *kon і *eg'hs (див. «Історія українських прийменників»).
Літера «З» використовується також при класифікаційних позначеннях і означає «десятий» (до поновлення в абетці літери ґ мала значення «дев'ятий»): пункт «з» розділу 2. При цифровій нумерації вживається як додаткова диференційна ознака, коли ряд предметів має такий самий номер: шифр № 9-з тощо

## В інших абетках

### Російська мова
У російській мові передає приголосний [z] у позиції перед голосними і в складі сполучень приголосних (зеленый, знать). Наприкінці слів оглушається і читається як [s] (мороз, полоз, тормоз).

## Таблиця кодів
| Кодування    | Регістр | Десятковий код | 16-ковий код | Вісімковий код | Двійковий код     |
| ------------ | ------- | -------------- | ------------ | -------------- | ----------------- |
| Юнікод       | Велика  | 1047           | 0417         | 002027         | 00000100 00010111 |
| Юнікод       | Мала    | 1079           | 0437         | 002067         | 00000100 00110111 |
| ISO 8859-5   | Велика  | 183            | B7           | 267            | 10110111          |
| ISO 8859-5   | Мала    | 215            | D7           | 327            | 11010111          |
| KOI 8        | Велика  | 250            | FA           | 372            | 11111010          |
| KOI 8        | Мала    | 218            | DA           | 332            | 11011010          |
| Windows 1251 | Велика  | 199            | C7           | 307            | 11000111          |
| Windows 1251 | Мала    | 231            | E7           | 347            | 11100111          |